# Hispano-Suiza 8
L'Hispano-Suiza 8 era un motore aeronautico otto cilindri a V prodotto a partire dal 1914 dalla Hispano-Suiza. Venne utilizzato su molti velivoli che presero parte alla prima guerra mondiale.
La versione iniziale, 8a, forniva 150 hp (112 kW) mentre la versione 8Be utilizzata sullo SPAD S.XIII ne erogava 220 hp (164 kW).
Il motore fu prodotto su licenza sia in Gran Bretagna dalla Wolseley, con la denominazione di Viper, e negli Stati Uniti d'America dalla Wright-Martin come Model E. 
Venne montato sugli S.E.5 (8a e Viper), sullo SPAD S.VII (8a la cui versione italiana era costruita su licenza dalla Itala e dalla SCAT) e sullo SPAD S.XIII (8Be).

## Velivoli utilizzatori
- Austin-Ball A.F.B.1
- Avia BH-21
- Avia BH-22
- Bartel BM-5
- Bartel BM-6
- Bellanger-Denhaut BD-22 (8Fd)
- Blanchard Brd.1
- CAMS 30
- Caudron C.59
- Caudron R.11
- Consolidated PT-1
- Dewoitine D.1 (8Fb)
- FBA Type H
- Fiat C.R.1 (8F)
- Fokker D.X
- Fokker S.III
- Gourdou-Leseurre GL.21
- Martinsyde F.4 Buzzard
- Nieuport-Delage NiD 29 (8Fb)
- S.E.5 (8a e Viper),
- Sopwith Dolphin
- Sopwith Cuckoo
- SPAD S.VII (8a)
- SPAD S.XI (8Be)
- SPAD S.XIII (8Be)
- Supermarine Sea King II (8F)
- Tebaldi-Zari